# Léon Huygens
Pour les articles homonymes, voir Huygens.
Léon Huygens (Etterbeek, 2 juin 1876 - Paris 10e, 12 janvier 1919) est un peintre belge.  
Après des études à l'Académie royale des beaux-arts de Bruxelles, il se spécialisa dans les peintures de paysage. Avec un réel talent pour mettre en valeur les jeux de lumière, il peignit en particulier la forêt de Soignes et la région côtière de Nieuport, en Flandre-Occidentale.
Pendant la Première Guerre mondiale, il fut peintre de guerre, notamment sur le Front de l'Yser. Il passa ses dernières années à Paris.  
René Magritte a reconnu que Léon Huygens eut une influence très forte en 1913 sur sa vocation de peintre : alors que Magritte, un an après le suicide de sa mère, sortait d'un caveau du cimetière de Soignies où il s'amusait avec une jeune fille, il tomba nez-à-nez avec Léon Huygens qui peignait, et cette rencontre le marqua très profondément.
En 1917, il crée avec le peintre Alfred Bastien, et avec le soutien du roi Albert et de la reine Élisabeth, la Section artistique de l'armée, composée de 26 artistes, chargés de dépeindre le conflit. Le Musée royal de l'Armée et de l'Histoire militaire de Bruxelles possède de très nombreux dessins de sa main. 

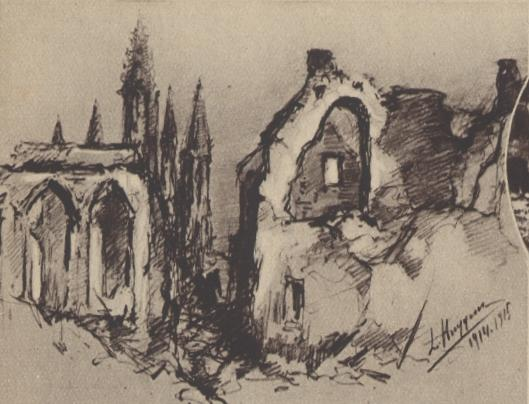
Croquis montrant les ruines de l'église de Nieuport